# TSV Travemünde
Der TSV von 1860 e. V. Travemünde ist ein deutscher Sportverein aus dem Lübecker Stadtteil Travemünde (Schleswig-Holstein).

## Der Verein
Gegründet wurde der Verein am 1. Mai 1860 als „MTV Travemünde“. Durch den Zusammenschluss des MTV mit dem FT Travemünde entstand am 19. September 1945 der TSV Travemünde. Der Verein bietet seinen knapp 1800 Mitgliedern folgende Sportarten an: Basketball, Darts, Fußball, Turnen, Gymnastik, Schwimmen, Nordic Walking, Tanzen, Handball, Judo/Tai-Chi, Inlineskating, Leichtathletik, Schach, Tischtennis, Fitness-Boxen, Volleyball, Reha-Sport, Hot Iron, Zumba, Badminton und Bogenschießen.

## Die Raubmöwen
Die 1. Frauenhandballmannschaft spielte nach ihrem Aufstieg von 1993 bis zu ihrer Landesmeisterschaft im Jahre 2000 in der Oberliga des HVSH. Danach wurde sie als Aufsteiger Mitglied der Regionalliga Nordost bis zur Meisterschaft 2004 und dem damit verbundenen Aufstieg in die damalige 2. Bundesliga Nord. Seit Beginn ihrer Zweitligazugehörigkeit waren die Spielerinnen deutschlandweit aufgrund ihres ausgeklügelten Marketingkonzeptes "Travemünde spielend vermarkten " unter dem Namen „Raubmöwen“ bekannt, das der damalige  Manager Andreas Werft  inkl. einer  passenden Raubmöve als Maskottchen entwickelte.
Der größte sportliche Erfolg war der vierte Platz in der Nordstaffel der Saison 2010/11 und die anschließende Teilnahme an den Aufstiegs-Play-Offs zur 1. Bundesliga. Seit der Saison 2015/16 spielte die Mannschaft in der 3. Liga Nord. Nach ihrem Abstieg aus der 3. Liga 2018 zogen sich die Raubmöwen aus dem Spielbetrieb zurück.

### Größte Erfolge
- Aufstiegs-Play-Offs zur 1. Bundesliga 2011
- Aufstiege in die 2. Bundesliga Nord 2004 und 2. Bundesliga 2014
- Meister der Regionalliga Nordost 2004 und 3. Liga Ost 2014
- Landesmeister von Schleswig-Holstein 2000
- Aufstieg in die Oberliga Schleswig-Holstein 1993

### Die Saisonbilanzen seit 2000/01
| Saison  | Spielklasse          | Platz | Spiele | Tore    | Diff. | Punkte |
| ------- | -------------------- | ----- | ------ | ------- | ----- | ------ |
| 2000/01 | Regionalliga Nordost | 7     | 26     | 489:500 | −11   | 27:25  |
| 2001/02 | Regionalliga Nordost | 5     | 26     | 550:495 | 55    | 33:19  |
| 2002/03 | Regionalliga Nordost | 3     | 26     | 629:500 | 129   | 40:12  |
| 2003/04 | Regionalliga Nordost | 1     | 26     | 635:479 | 156   | 47:05  |
| 2004/05 | 2. Bundesliga Nord   | 11    | 28     | 660:737 | −77   | 21:35  |
| 2005/06 | 2. Bundesliga Nord   | 6     | 26     | 682:675 | 7     | 27:25  |
| 2006/07 | 2. Bundesliga Nord   | 8     | 26     | 649:665 | −16   | 27:25  |
| 2007/08 | 2. Bundesliga Nord   | 8     | 24     | 588:611 | −23   | 23:25  |
| 2008/09 | 2. Bundesliga Nord   | 11    | 22     | 566:617 | −51   | 16:28  |
| 2009/10 | 2. Bundesliga Nord   | 5     | 20     | 581:591 | −10   | 21:19  |
| 2010/11 | 2. Bundesliga Nord   | 4     | 22     | 651:643 | 8     | 27:17  |
| 2011/12 | 2. Bundesliga        | 10    | 30     | 875:892 | −17   | 29:31  |
| 2012/13 | 2. Bundesliga        | 15    | 28     | 667:886 | −219  | 07:49  |
| 2013/14 | 3. Liga Ost          | 1     | 26     | 838:669 | 169   | 43:09  |
| 2014/15 | 2. Bundesliga        | 14    | 26     | 558:725 | −167  | 05:47  |
| 2015/16 | 3. Liga Nord         | 9     | 22     | 501:545 | −44   | 18:26  |
| 2016/17 | 3. Liga Nord         | 9     | 22     | 564:614 | −50   | 15:29  |
| 2017/18 | 3. Liga Nord         | 11    | 22     | 414:559 | −145  | 08:36  |

|  | Aufstieg |
|  | Abstieg  |

## Fußball
Die Fußballer des TSV Travemünde qualifizierten sich im Jahre 2017 für die neu geschaffene Landesliga Holstein.